# Jimmy Savile: Eine britische Horror-Story
Jimmy Savile: Eine britische Horror-Story ist eine zweiteilige Netflix-Dokumentarserie, die am 6. April 2022 veröffentlicht wurde. Sie behandelt das Leben und die Karriere der britischen Fernsehpersönlichkeit Jimmy Savile, seine Geschichte des sexuellen Missbrauchs und den damit verbundenen Skandal nach seinem Tod im Jahr 2011, als zahlreiche Beschwerden über sein Verhalten laut wurden.

## Handlung
Der Dokumentarfilm verbindet persönliche Aussagen von Jimmy Savile aus divsersem Archivmaterial wie Interviews und lässt einige Wegbereiter-, Begleiter, Journalisten und Betroffene zu Wort kommen. Dabei wird aufgezeigt wie Jimmy Saville trotz Anschuldigen des sexuellen Missbrauchs Zeit seines Lebens immer wieder tiefergehenden Untersuchungen und Verurteilungen entgehen konnte.

## Rezeption
Louis Chilton, der das Programm für The Independent rezensierte, sagte: "Die zweiteilige Dokumentation von Netflix ist ein raffiniertes und gelegentlich erschütterndes Porträt von Saviles bösem Leben, aber das Thema ist zu heikel für die Standardbehandlung von wahren Verbrechen. Carol Midgley von der Times sagte: "... wie alle Dokumentationen über diesen ekelhaften Perversen, unangenehm anzusehen. Das liegt nicht nur an den grausigen Details, wie Savile routinemäßig seine Finger in die Vagina von Mädchen steckte und gestörten Teenagern Reisen in die BBC-Studios als Gegenleistung für Oralsex versprach. Es ist auch unangenehm, weil die Nation, wie wir wissen, einen psychopathischen Pädophilen gelobt, als Helden verehrt und sogar zum Ritter geschlagen hat."
In der Radio Times schrieb Jane Garvey: "Ich war in den 1980er Jahren Studentin und wir alle ‚wussten‘ von ihm. Es gab immer Gerüchte. Einige schienen halbwegs plausibel, wenn auch unangenehm; andere klangen ziemlich abwegig und unmöglich... Tatsächlich haben sie sich alle als wahr herausgestellt. Sogar die haarsträubenden Dinge." John Doyle von The Globe and Mail schrieb: "Man nähert sich dieser sehr gründlichen, akribischen Produktion nicht mit dem vagen Gefühl des Schreckens, das das Ansehen anderer True-Crime-Dokuserien begleitet. Stattdessen ist man bereits verunsichert durch das Wissen um das schiere Ausmaß seiner Verbrechen und durch das Wissen um seinen Ruhm und seinen Ruf in Großbritannien.